# Technische Universität Dalian
Die Technische Universität Dalian (chinesisch 大連理工大學 / 大连理工大学, Pinyin Dàlián Lǐgōng Dàxué; Englisch: Dalian University of Technology – DUT) ist eine 1949 gegründete, staatliche technische Universität in der Volksrepublik China. Sie hat ihren Sitz in Dalian, in der Provinz Liaoning.
Die Technische Universität Dalian gehört zu den Universitäten des Projekt 211 und Projekt 985. Sie hatte im Januar 2020 43.519 Studenten sowie 2580 wissenschaftliche Angestellte.

## Belege
1. ↑  History. Technische Universität Dalian, archiviert vom Original (nicht mehr online verfügbar) am 16. Januar 2019; abgerufen am 25. August 2020 (englisch).
2. ↑  学校简介. Technische Universität Dalian, Januar 2020, archiviert vom Original (nicht mehr online verfügbar) am 5. Juli 2020; abgerufen am 25. August 2020 (chinesisch).